# Брідки
Брі́дки — село в Україні, у Старовижівській селищній громаді Ковельського району Волинської області. Населення становить 377 осіб.

## Географія
Селом протікає річка Вижівка.

## Історія
До 11 липня 2018 року село підпорядковувалось Старовижівській селищній раді Старовижівського району Волинської області.

## Населення
Згідно з переписом УРСР 1989 року чисельність наявного населення села становила 394 особи, з яких 186 чоловіків та 208 жінок.
За переписом населення України 2001 року в селі мешкало 377 осіб.

### Мова
Розподіл населення за рідною мовою за даними перепису 2001 року:
| Мова       | Кількість | Відсоток |
| ---------- | --------- | -------- |
| українська | 375       | 99.47%   |
| російська  | 2         | 0.53%    |
| Усього     | 377       | 100%     |

## Історія
У 1906 році село Седлищенської волості Ковельського повіту Волинської губернії. Відстань від повітового міста 26 верст, від волості 4. Дворів 37, мешканців 348.